# Jonas Ledergerber
Jonas Ledergerber  (* 1993) ist ein Schweizer Unihockeyspieler, der beim Nationalliga-A-Verein Floorball Köniz unter Vertrag steht.

## Karriere

### Verein
Ledergerber stammt aus dem Nachwuchs des Berner Nationalliga-A-Vereins Floorball Köniz. 2012 debütierte er als 19-Jähriger in der Swiss Mobiliar League. In der nachfolgenden Spielzeit wurde Ledergerber in 27 Partien eingesetzt. 2014/15 gehörte er fix dem Kader der ersten Mannschaft an, konnte seine Torproduktion weiter steigern und gehörte fortan zu den Leistungsträgern bei Floorball Köniz.
Ende Januar 2020 verlängerte Ledergerber seinen Vertrag langfristig.

### Nationalmannschaft
Zwischen 2010 und 2011 gehörte er der Schweizer U19-Nationalmannschaft an. Mit der U19 nahm er an zwei Euro-Floorball-Touren und einer Weltmeisterschaft teil.
2016 wurde Ledergerber von David Jansson erstmals für die A-Nationalmannschaft einberufen. Er nahm mit der A-Nationalmannschaft an der Weltmeisterschaft-Qualifikation 2016 teil. Nach der Euro-Floorball-Tour 2017 wurde er nicht mehr für die Nationalmannschaft aufgeboten.